# 13213 Maclaurin
13213 Maclaurin è un asteroide della fascia principale. Scoperto nel 1997, presenta un'orbita caratterizzata da un semiasse maggiore pari a 2,2502590 UA e da un'eccentricità di 0,0921919, inclinata di 3,72500° rispetto all'eclittica.